# Jonas Wind
Jonas Wind (Hvidovre, 7 februari 1999) is een Deens voetballer die doorgaans speelt als spits. Hij verruilde FC Kopenhagen in januari 2022 voor VfL Wolfsburg. Wind debuteerde in 2020 in het Deens voetbalelftal.

## Clubcarrière
Wind speelde in de jeugd van Avedøre IF en Rosenhøj Boldklub voor hij in 2012 werd opgenomen in de jeugdopleiding van FC Kopenhagen. Hij maakte in het seizoen 2017/18 de overstap naar het eerste elftal en debuteerde hiervoor op 28 februari 2018 in de Superligaen, in een met 0–2 gewonnen wedstrijd uit tegen Hobro IK. Hij verving toen twee minuten voor tijd Viktor Fischer. Wind kwam op 18 april 2018 voor het eerst tot scoren. Hij maakte toen na twaalf minuten het openingsdoelpunt in een met 2–1 gewonnen competitiewedstrijd tegen Aalborg BK.
Wind kwam in zijn eerste jaar tien keer in actie. Hij miste de eerste drie maanden van 2018/19 vanwege een blessure, maar stond vanaf december de rest van het seizoen vrijwel altijd in de basis. Hij werd dat jaar voor het eerst in zijn carrière landskampioen. Nadat hij in augustus 2019 een knieblessure opliep, miste hij ook vrijwel het hele seizoen 2019/20. Gedurende 2020/21 stond Wind vrijwel het hele seizoen in de basis. Hij maakte dat jaar vijftien doelpunten en werd daarmee tweede in het Deense topscorersklassement, achter Mikael Uhre.
Wind verruilde FC Kopenhagen in januari 2022 halverwege het seizoen voor VfL Wolfsburg. Hier maakte hij het seizoen af als basisspeler, maar begon hij in 2022/23 ook regelmatig op de bank.

## Clubstatistieken
| Seizoen | Club          | Competitie  | Competitie | Competitie | Beker | Beker | Internationaal | Internationaal | Totaal | Totaal |
| Seizoen | Club          | Competitie  | Wed.       | Dlp.       | Wed.  | Dlp.  | Wed.           | Dlp.           | Wed.   | Dlp.   |
| ------- | ------------- | ----------- | ---------- | ---------- | ----- | ----- | -------------- | -------------- | ------ | ------ |
| 2017/18 | FC Kopenhagen | Superligaen | 10         | 2          | 0     | 0     | 1              | 0              | 11     | 2      |
| 2018/19 | FC Kopenhagen | Superligaen | 21         | 6          | 1     | 0     | 2              | 0              | 24     | 6      |
| 2019/20 | FC Kopenhagen | Superligaen | 13         | 7          | 0     | 0     | 6              | 3              | 19     | 10     |
| 2020/21 | FC Kopenhagen | Superligaen | 28         | 15         | 0     | 0     | 3              | 2              | 31     | 17     |
| 2021/22 | FC Kopenhagen | Superligaen | 16         | 6          | 1     | 0     | 11             | 5              | 28     | 11     |
| 2021/22 | VfL Wolfsburg | Bundesliga  | 14         | 5          | 0     | 0     | —              | —              | 14     | 5      |
| 2022/23 | VfL Wolfsburg | Bundesliga  | 24         | 6          | 2     | 0     | —              | —              | 26     | 6      |
| Totaal  | Totaal        | Totaal      | 126        | 47         | 4     | 0     | 23             | 10             | 153    | 57     |

Bijgewerkt op 24 juni 2023.

## Interlandcarrière
Wind doorliep meerdere nationale jeugdploegen. Hij nam met Denemarken –17 deel aan het EK –17 van 2016 en met Denemarken –21 aan het EK –21 van 2019. Wind debuteerde op 7 oktober 2020 in het Deens voetbalelftal. In een met 4–0 gewonnen oefeninterland tegen Faeröer kwam hij 18 minuten voor tijd het veld in als vervanger voor Christian Eriksen. Op 11 november 2020 maakte Wind in zijn tweede interland zijn eerste doelpunt, tegen Zweden (2–0). Bondscoach Kasper Hjulmand nam Wind in 2021 mee naar het EK 2020. Hierop speelde hij in de eerste groepswedstrijd tegen Finland en in de halve finale tegen Engeland. Hjulmand nam Wind een jaar later ook mee naar het WK 2022, Hierop kwam Wind niet in actie. Hij werd op 30 mei 2024 door Hjulmand opgenomen in de Deense selectie voor het EK 2024 in Duitsland. Denemarken speelde in de groepsfase gelijk tegen Slovenië, Engeland en Servië, waarna het in de achtste finales werd uitgeschakeld door gastland Duitsland (2–0). Wind kwam op het toernooi in iedere wedstrijd in actie.

## Erelijst
| Kampioen Superligaen | 1x | 2018/19 |